# Obroatis negata
Obroatis negata là một loài bướm đêm trong họ Erebidae.